# Ponce VI de Ampurias

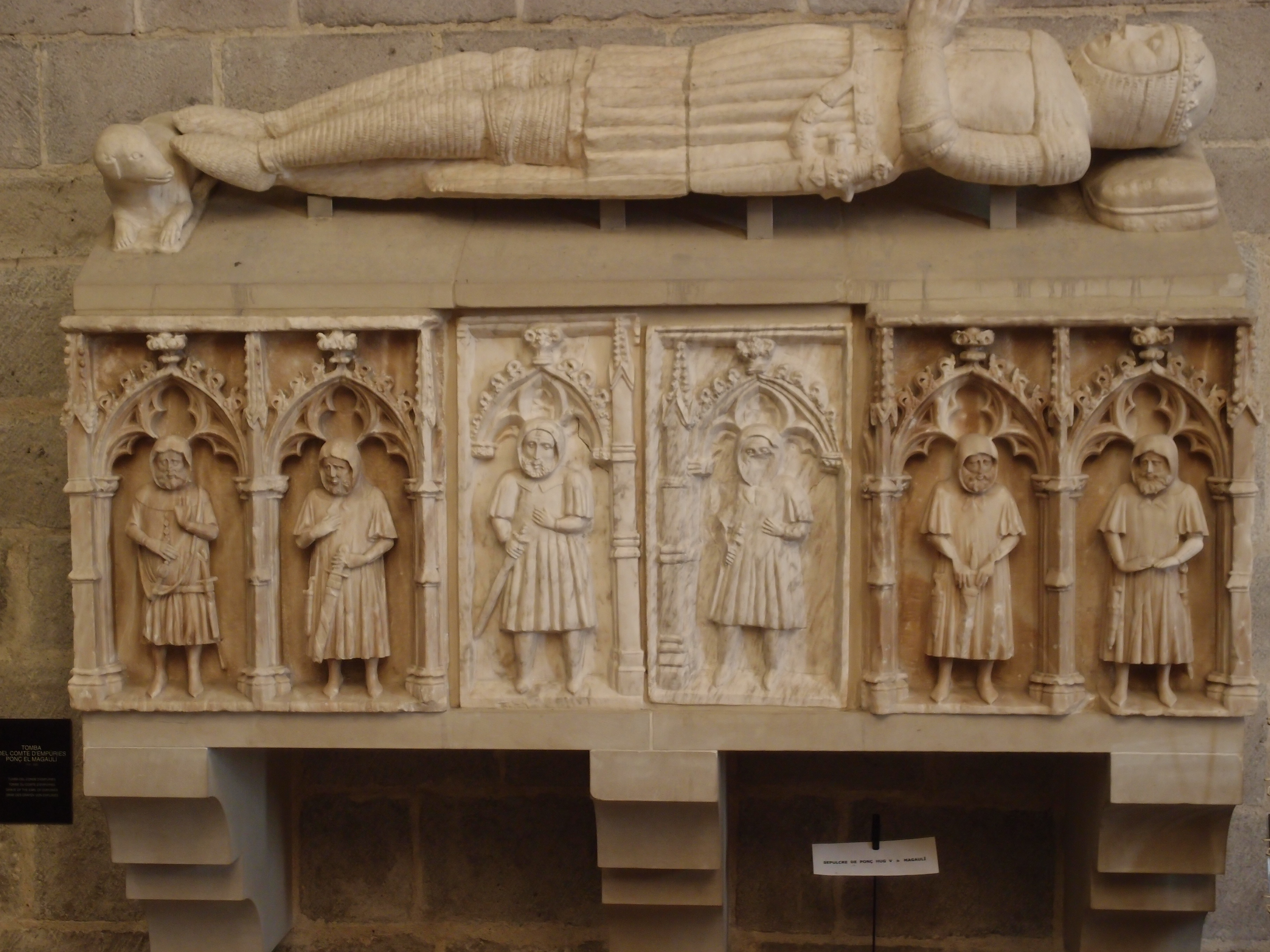
Ponce VI de ampurias

Ponce VI de Ampurias Malgaulí o Ponce Hugo V de Ampurias (v 1290-1322), conde de Ampurias y vizconde de Bas (1313-1322)
Segundo hijo de Ponce V de Ampurias y de la marquesa de Cabrera, fue designado heredero tras la muerte del su hermano primogénito, Hugo. En 1309 heredó el condado de Ampurias tras la muerte de su padre sucedida en 1313.
Tuvo problemas tanto con los nobles como con los eclesiásticos coetáneos. Fue excomulgado por unas disputas con el abad de Amer sobre la jurisdicción de Colomers. Luchó contra el rey de Aragón Jaime II el Justo, por la sucesión al condado de Urgel, y contra el conde de Rocabertí por las fronteras.
Se casó, en primeras nupcias, con Sibila de Narbona, hija del visconde Amalric II de Narbona y de Joana de l'Illa Jordà. No tuvo hijos.
En 1313 se casó, en segundas nupcias, con Elisabeth de Sicilia, hija ilegítima de Federico II de Sicilia, con la que tuvo una hija póstuma:
- Marquesa de Ampurias (1322-1327), que fue nombrada heredera del condado al nacer (1322).